# Stepan Olegowitsch Kisseljow

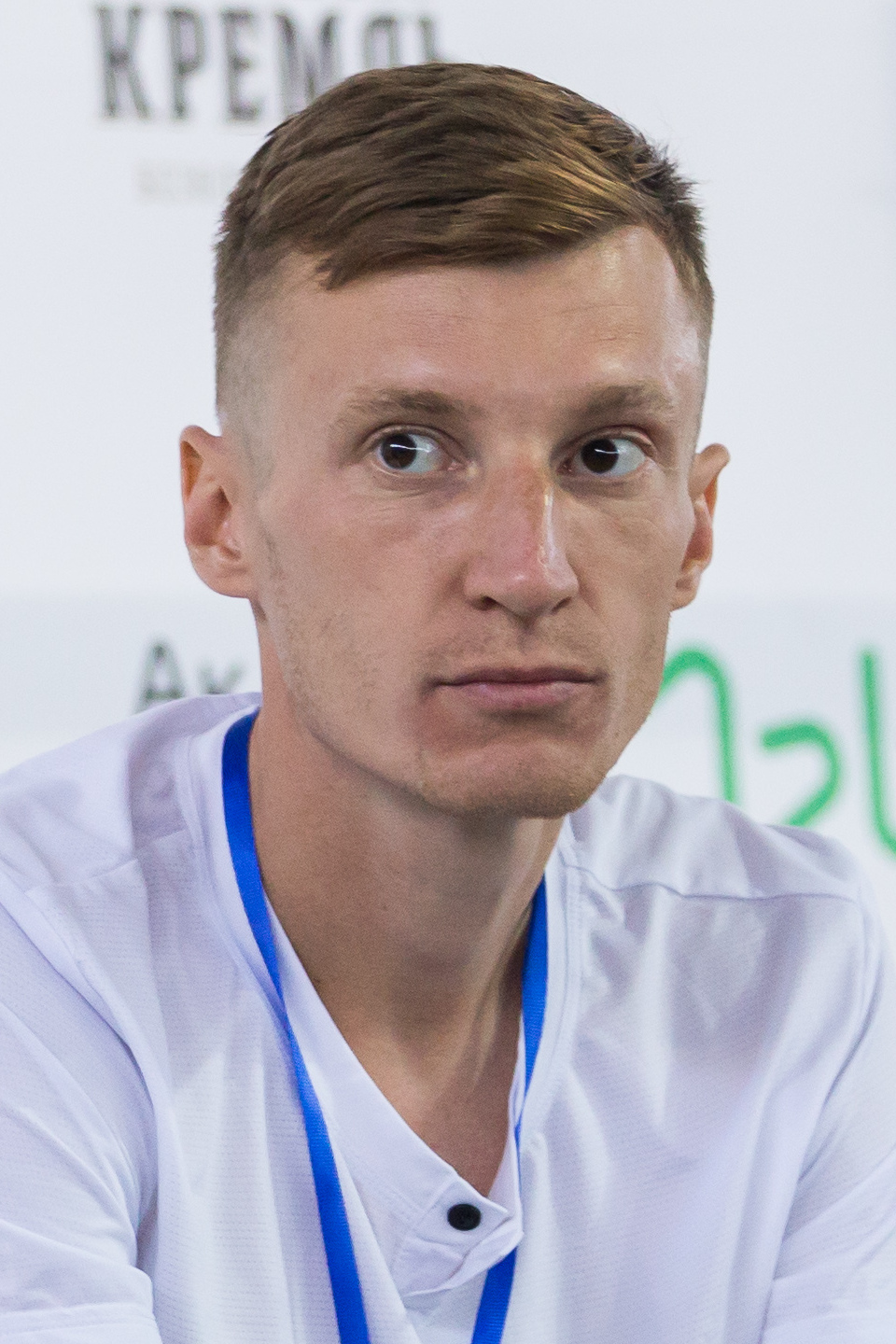
Stepan Olegowitsch Kisseljow, 2019

Stepan Olegowitsch Kisseljow (russisch Степан Олегович Киселёв, engl. Transkription Stepan Kiselyov; * 3. November 1986) ist ein russischer Marathonläufer.
Bei den Crosslauf-Europameisterschaften gewann er in der Mannschaftswertung 2004 in Heringsdorf als 15. im Juniorenrennen Gold und 2007 in Toro als 28. im U23-Rennen Bronze.
2014 wurde er Fünfter beim Zürich-Marathon und Elfter bei den Leichtathletik-Europameisterschaften in Zürich. 2015 folgte ein fünfter Platz beim Dublin-Marathon.

## Persönliche Bestzeiten
- 3000 m (Halle): 7:58,34 min, 13. Februar 2009, Moskau
- 5000 m: 13:35,76 min, 13. Juni 2012, Moskau
  - Halle: 13:50,50 min, 8. Februar 2008, 8. Februar 2008, Moskau
- 10.000 m: 28:38,96 min, 23. Juli 2009, Tscheboksary
- Marathon: 2:11:28 h, 6. April 2014, Zürich